# GSC3983-1649
GSC3983-1649 — хімічно пекулярна зоря спектрального класу B5, що має видиму зоряну величину в смузі V приблизно 10,9.